# Kaplica św. Marii Magdaleny w Prężynce
Kaplica św. Marii Magdaleny w Prężynce – kaplica rzymskokatolicka w Prężynce pod wezwaniem św. Marii Magdaleny. Należy do parafii św. Jakuba Apostoła w Prężynie.

## Historia
Mieszkańcy Prężynki w 1798 wybrali Marię Magdalenę na patronkę wsi. Początkowo w miejscowości planowano wybudować kościół z cmentarzem na parceli ofiarowanej przez hrabiego Matuschkę. Pierwotny pomysł został porzucony z powodu obawy hrabiego przed konfliktem z rządem Prus z powodu Kulturkampfu, zamiast tego przystąpiono do budowy kaplicy na placu ufundowanym przez Michaela Kottlorsa w miejscu, w którym wcześniej stała mała drewniana kapliczka. Budowę kaplicy ukończono w 1876. Jej głównym budowniczym był Anton Klose, drewno na budowę przekazała hrabina Matushka. Odprawienie pierwszej mszy w obiekcie i zarazem jego poświęcenie zostało zaplanowane na 22 lipca 1876. Nastąpiło to jednak dopiero 13 września 1882, ponieważ przed planowanym terminem zmarł ówczesny proboszcz Prężyny Kacper Rak, i ze względu na przepisy kulturkampfu parafia nie miała swojego proboszcza przez następne 6 lat. Kaplicę poświęcił proboszcz Johannes Lipczyk.
Około 1887 przygotowywano się do budowy kościoła w Prężynce na pagórku od strony Czyżowic. Fundatorzy jednak wycofali się z projektu, a zakupione materiały budowlane przekazano na budowę kościoła św. Jakuba Apostoła w Prężynie.
Dzwon kaplicy został uszkodzony przez żołnierzy Armii Czerwonej w czasie walk w rejonie Prudnika w 1945. W małej kaplicy, która nie miała zakrystii, mogła się pomieścić tylko część mieszkańców Prężynki. Po II wojnie światowej, mimo obowiązującego w Polsce nieformalnego zakazu budowy i rozbudowy kościołów, mieszkańcom Prężynki udało się w 1956 uzyskać zgodę urzędu powiatowego powiatu prudnickiego na rozbudowę kaplicy. We wsi utworzony został Komitet Rozbudowy Kaplicy w Prężynce. Rozbudowa rozpoczęła się wiosną 1957 według projektu architekta Antoniego Sokołowskiego. Przy budowie, oprócz polskich mieszkańców Prężynki, pracowali też niemieccy autochtoni i proboszcz Paweł Królik, który ręcznie mieszał zaprawę murarską. W czasie prac budowlanych msze odprawiane były w zagrodzie państwa Kuleszów. Kamienie na fundamenty sprowadzono z kamieniołomu w Dębowcu, cegły pozyskano z rozbiórki stodoły w Niemysłowicach zniszczonej podczas działań wojennych, natomiast na cement, wapno i drewno lokalni rolnicy składali podania, jako potrzebę materiałów budowlanych dla własnych gospodarstw. Prace próbowali wstrzymać funkcjonariusze UB, blokując niektóre źródła pozyskiwania materiałów.

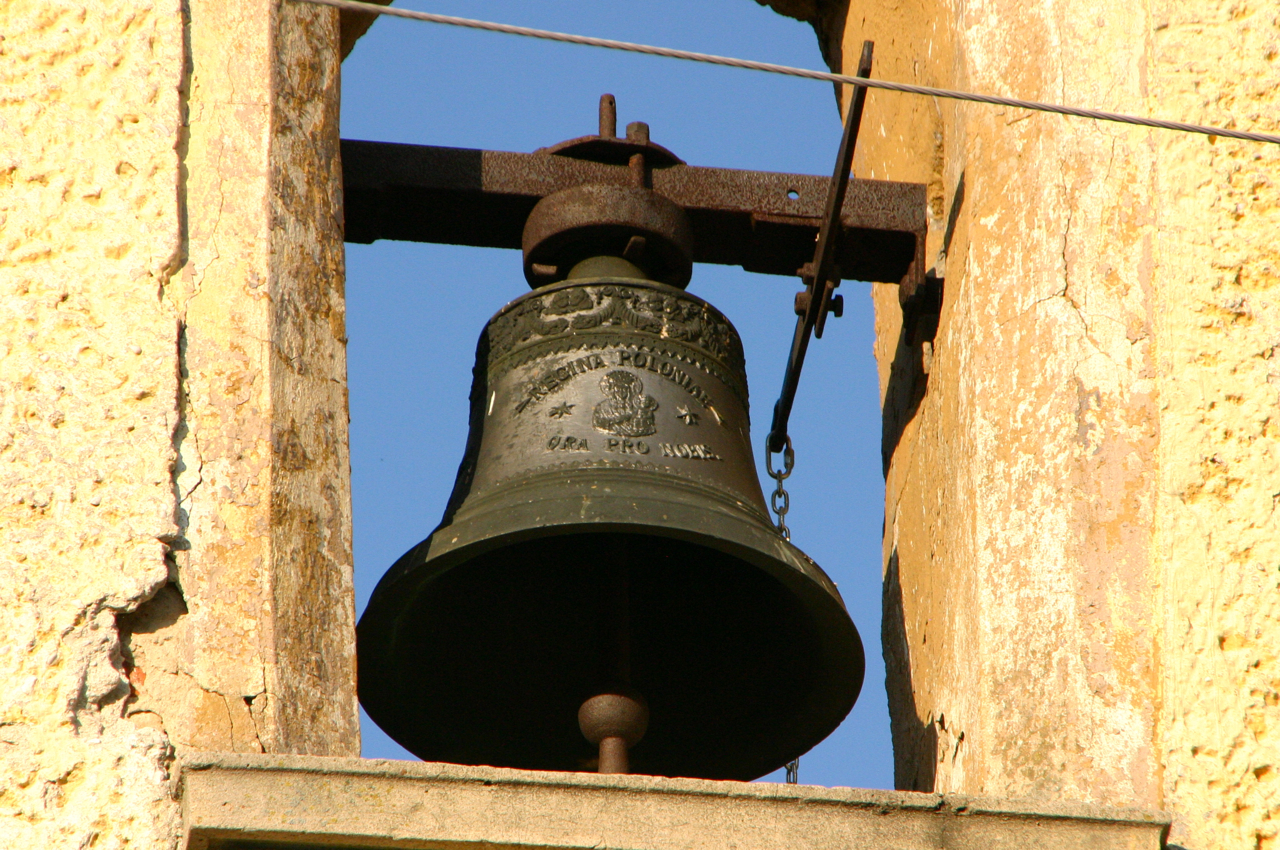
Dzwon główny kaplicy

W 1958 sygnaturkowa wieżyczka na kaplicy została pokryta blachą. Latem tego samego roku rozbudowa kaplicy została ukończona. 22 lipca 1958 świątynię poświęcił biskup Franciszek Jop. W 1960 uruchomiono na kaplicy dzwon główny, który odlano z poprzedniego dzwonu zniszczonego w czasie wojny.

## Architektura
Kaplica została wzniesiona na planie krzyża z wielobocznie zamkniętym prezbiterium i niewielką kruchtą.
Na dzwonie głównym wylany został napis łaciński „Regina Polonia” (Królowo Polski), wizerunek Maryi z Dzieciątkiem Jezus i „Ora Pro Nobis” (módl się za nami), a na drugiej połowie napis „Prężynka A.D. 1960”. Na mniejszym dzwonie, mieszczącym się w zabudowanej wieżyczce, wylano liczbę „438”.
W wyposażeniu kaplicy znajduje się kopia obrazu Matki Boskiej Częstochowskiej z dedykacją dla parafian napisaną przez prymasa Stefana Wyszyńskiego, a także XIX-wieczna figura św. Marii Magdaleny.